# O Século do Globo
O Século do Globo é uma série documental brasileira com o selo original Globoplay, que estreou no dia 8 de julho de 2025. Criada e dirigida por Pedro Bial, a produção contém cenas de simulação com fatos reais, com Eduardo Sterblitch e Tony Ramos interpretando o jornalista Roberto Marinho em diferentes fases da vida, sendo este um especial em comemoração ao centenário do periódico O Globo, que originaria o Grupo Globo.
O seu primeiro episódio foi exibido primeiramente na TV Globo, onde esteve no ar até o dia 11 de julho de 2025 na primeira linha de shows. Após o término da exibição desta edição na TV aberta, a série foi disponibilizada na íntegra no Globoplay.
Além de Eduardo Sterblitch e Tony Ramos, a série também conta com Rodrigo Simas, Bruno Mazzeo, João Vítor Silva, Ravel Andrade, Lívia Silva e Miguel Rômulo nos papéis centrais durante as simulações.

## Enredo
A série narra uma sequência de acontecimentos históricos que foram noticiados pelo jornal O Globo ao longo de seus 100 anos de circulação no Brasil, acompanhando também a evolução do mundo nesse período.

## Elenco
| Intérprete             | Personagem                   |
| ---------------------- | ---------------------------- |
| Pedro Bial             | Apresentador e narrador      |
| Eduardo Sterblitch     | Roberto Marinho (jovem)      |
| Tony Ramos             | Roberto Marinho (mais velho) |
| Bruno Mazzeo           | Nelson Rodrigues             |
| Marcello Airoldi       | Evandro Carlos de Andrade    |
| Cadu Libonati          | Henrique Caban               |
| Rodrigo Simas          | Ricardo Marinho              |
| Ravel Andrade          | Mário Filho                  |
| João Vítor Silva       | Rogério Marinho              |
| Lívia Silva            | Sônia                        |
| Miguel Rômulo          | Egydio Squeff                |
| Breno da Matta         | Fotógrafo                    |
| João Roberto Marinho   | Ele mesmo                    |
| José Roberto Marinho   | Ele mesmo                    |
| Roberto Irineu Marinho | Ele mesmo                    |
| Paulo Marinho          | Ele mesmo                    |
| Roberto Marinho Neto   | Ele mesmo                    |
| Miriam Leitão          | Ela mesma                    |
| Leonêncio Nossa        | Ele mesmo                    |
| Ali Kamel              | Ele mesmo                    |
| Merval Pereira         | Ele mesmo                    |
| Fred Kachar            | Ele mesmo                    |
| Pedro Dória            | Ele mesmo                    |
| Fernando Gabeira       | Ele mesmo                    |
| Flávia Oliveira        | Ela mesma                    |
| Domingos Peixoto       | Ele mesmo                    |
| Marcelo Monteiro       | Ele mesmo                    |

## Produção
Durante o evento Upfront 2025 no dia 16 de outubro de 2024, a TV Globo anunciou a criação de uma série documental em comemoração ao centenário do jornal O Globo, que originaria o Grupo Globo. No dia 1.º de janeiro de 2025, a Globo abriu as comemorações do centenário do O Globo e deu início as gravações da série, utilizando os recursos da inteligência artificial para representar os cenários da redação do jornal, contando também com uso de telões de LED e parte da cenografia baseada em fotografias.
Pela parte ficcional, José Luiz Villamarim ficou responsável pela direção artística da série, trazendo atores para fazer as simulações da redação em suas respectivas épocas. Ficando no papel de Roberto Marinho, patrono da empresa, foram escolhidos Eduardo Sterblitch e Tony Ramos para fazer o jornalista em diferentes fases da vida. O último havia interpretado o empresário durante uma participação especial em Garota do Momento (2024–25), telenovela das seis, no capítulo do dia 26 de abril de 2025, coincidentemente, dia do sexagenário da TV Globo.

## Episódios
| Temporada | Temporada | Episódios | Episódios | Originalmente lançado | Originalmente lançado | Originalmente lançado |
| Temporada | Temporada | Episódios | Episódios | Estreia da temporada  | Final da temporada    | Emissora              |
| --------- | --------- | --------- | --------- | --------------------- | --------------------- | --------------------- |
|           | 1         | 4         | 4         | 8 de julho de 2025    | 11 de julho de 2025   | TV Globo              |

| N.º geral | N.º na temp. | Título                  | Dirigido por       | Escrito por                              |
| --- | ------------ | ----------------------- | ------------------ | ---------------------------------------- |
| 1 | 1            | "A Origem"              | Gian Carlo Belloti | George Moura Ricardo Calil Renato Onofre |
| Em 1925, surge o jornal O Globo e grandes momentos passaram pelo periódico, inclusive coberturas de conflitos durante a Segunda Guerra Mundial. |              |                         |                    |                                          |
| 2 | 2            | "O jornal e a ditadura" | Gian Carlo Belloti | George Moura Ricardo Calil Renato Onofre |
| Em 1954, a sede do jornal no Rio de Janeiro foi alvo de ataques de manifestantes após o veículo ter sido acusado de supostamente causar o suicídio de Getúlio Vargas por ter sido o principal opositor do então presidente da república. Após o ocorrido, Roberto Marinho decide mudar a linha editorial e adotar uma postura neutra nos governos seguintes, mas acaba se posicionando a favor da ditadura militar, apesar de apoiar os funcionários comunistas do jornal. |              |                         |                    |                                          |
| 3 | 3            | "A volta da democracia" | Gian Carlo Belloti | George Moura Ricardo Calil Renato Onofre |
| O jornal acompanhou todo o processo de redemocratização do Brasil e realizou importantes coberturas no cenário político do país. |              |                         |                    |                                          |
| 4 | 4            | "Presente e futuro"     | Gian Carlo Belloti | George Moura Ricardo Calil Renato Onofre |
| Conforme o mundo foi mudando, o jornal O Globo também foi evoluindo, com suas crônicas chegando a virar um texto de Nelson Rodrigues e até minisséries de Dias Gomes. A morte de Roberto Marinho em 2003 colocou um grande desafio nas mãos dos herdeiros do patrono da empresa. |              |                         |                    |                                          |